# Pristimantis diadematus
Espèce
Synonymes
- Hylodes diadematus Jiménez de la Espada, 1875
- Eleutherodactylus diadematus (Jimenez de la Espada, 1875)
- Eleutherodactylus bufonius Andersson, 1945

Statut de conservation UICN

 LC  : Préoccupation mineure
Pristimantis diadematus est une espèce d'amphibiens de la famille des Craugastoridae.

## Répartition
Cette se rencontre jusqu'à 1 000 m d'altitude dans le haut bassin de l'Amazone :
- dans l'est de l'Équateur ;
- dans l'est du Pérou.

Sa présence est incertaine en Colombie et au Brésil.

## Publication originale
- Jiménez de la Espada, 1875 : Vertebrados del viaje al Pacifico : verificado de 1862 a 1865 por una comisión de naturalistas enviada por el Gobierno Español : batracios, p. 1-208 (texte intégral).